# Villa Velluti
Villa Velluti è una villa veneta localizzata lungo il lato destro della Riviera del Brenta, all'altezza di Sambruson di Dolo.

## Storia
Sorse verso i primi anni del XVII secolo nei pressi dell'omonima fornace. Dapprima appartenente alla famiglia Baffo, passa sotto la proprietà della famiglia Vezzi e successivamente sotto la tutela della famiglia Avogadro. In seguito, intorno agli anni 1820 divenne proprietario il noto sopranista Giovanni Battista Velluti e ai suoi discendenti rimase per oltre un secolo.

## Descrizione
La struttura architettonica della Villa è formata da un corpo centrale settecentesco distribuito su tre piani, dei quali l'ultimo è ammezzato, più il corpo centrale dell'abbaino sopraelevato e coronato da un frontone. Questo è scandito da sette assi, il cui centrale è anche asse di simmetria, sul quale si addensano gli elementi architettonici più significativi come ad esempio il portale ad arco a tutto sesto in pietra, che si apre verso un balcone in ferro battuto. Questa parte centrale ingloba alcune parti del nucleo più antico risalente al 1700. La cornice della porta, coronata da un timpano, è composta da elementi in pietra di Nanto, materiale che non appare frequentemente negli edifici settecenteschi della Riviera del Brenta. Il nucleo di dipinti e arredi interni odierni, spaziano dal 1700 fino al tardo periodo imperiale. 